# Iniciación sin mutilación
Iniciación sin mutilación es una película del año 2004.

## Sinopsis
Recoge imágenes sobre la estructura y contenidos del rito de paso en Gambia. Reconstruye el proceso iniciático, poniendo de relieve los valores que sostienen la tradición, preservando los contenidos sociales y culturales, y haciendo propuestas que modifican las prácticas tradicionales perjudiciales para la salud de las mujeres y las niñas. Recoge opiniones de responsables políticos, religiosos, especialistas sanitarios y la experiencia de diversos actores sociales en Gambia. Muestra las posibilidades de cambio que se están trabajando en las sociedades de origen, basadas en la explicación de las tres fases del rito de iniciación: física, cultural y social. La propuesta, mantiene las dos segundas fases que dan identidad étnica y de género, eliminando la parte física que atenta contra los derechos humanos. De ahí su título "Iniciación sin mutilación".